# Nuclear Emergency Support Team

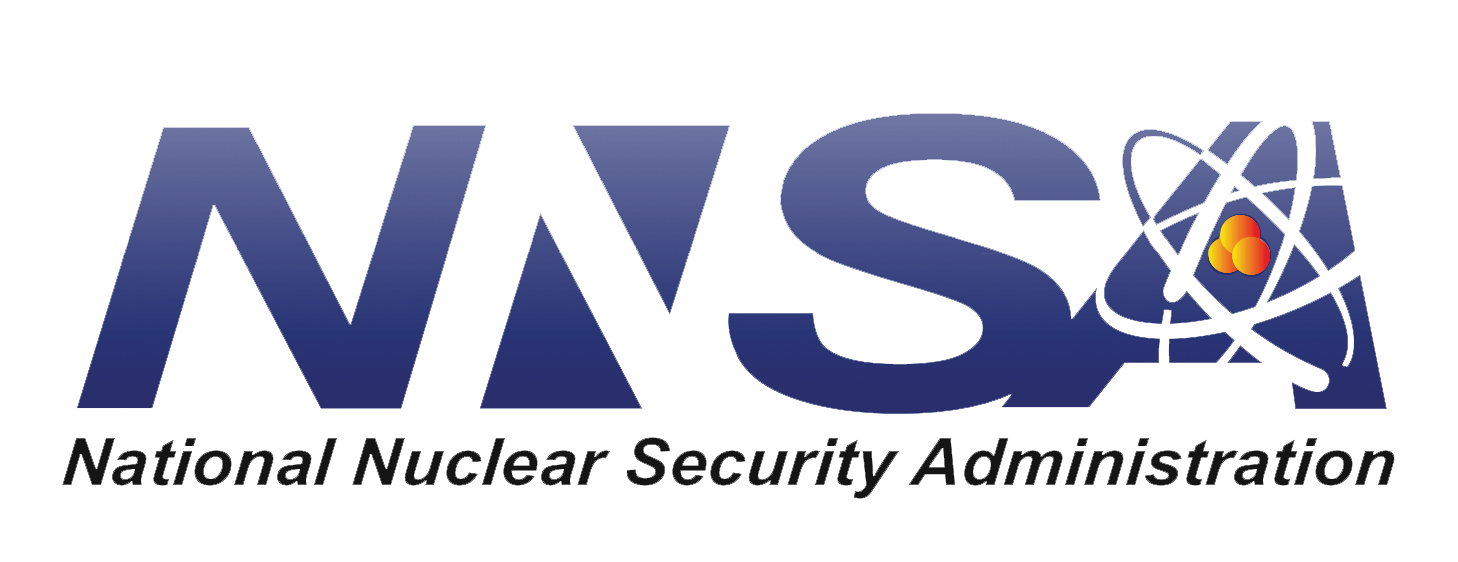
Logo des Nuclear Emergency Support Team (NEST)

Das Nuclear Emergency Support Team (NEST) ist ein US-amerikanisches Programm für alle Arten von nuklearen Notfällen der National Nuclear Security Administration (NNSA) des Energieministeriums der Vereinigten Staaten.

## Geschichte
Das Nuclear Emergency Search Team (NEST) wurde 1974/75 unter US-Präsident Gerald Ford gegründet und 2002 in Nuclear Emergency Support Team umbenannt.
NEST ist eine Anti-Terroreinheit, die bei Zwischenfällen mit radioaktiven Stoffen oder Atomwaffen aus US-amerikanischem Besitz, beispielsweise bei Unfällen, Sabotage oder Diebstahl im Ausland tätig wurde. So wurde NEST 1978 bei Operation Morning Light zum Auffinden von Fragmenten des über Kanada abgestürzten sowjetischen Satelliten Kosmos 954 eingesetzt.
1981 belief sich der Etat der Einheit auf rund 50 Millionen US-Dollar.
Im November 1988 wurde in der Öffentlichkeit ein Geheimabkommen aus dem Jahr 1976 zwischen den USA und der Bundesrepublik Deutschland bekannt, das den Einsatz von NEST in der Bundesrepublik festlegte. Das Abkommen sieht vor, dass die Bundesregierung unverzüglich von den US-Streitkräften unterrichtet wird, wenn eine Kernwaffe in fremde Hände geraten ist und NEST eingesetzt werden soll. Im Rahmen ihrer Zuständigkeit leiten die deutschen Bundesbehörden die Wiederbeschaffung der Kernwaffe innerhalb des Bundesgebietes. Während des Kalten Krieges wurden zahlreiche Atomwaffen in Deutschland gelagert und rund 10 bis 20 Atombomben befinden sich auch heute noch auf dem Fliegerhorst Büchel. In Deutschland besteht seit 2003 eine ähnliche Einheit mit dem Namen Zentrale Unterstützungsgruppe des Bundes für gravierende Fälle nuklearspezifischer Gefahrenabwehr (ZUB).
NEST besteht heute aus Teams mit bis zu 600 Wissenschaftern, Technikern und anderen Spezialkräften, die global eingesetzt werden können. Hubschrauber und Flugzeuge mit Sensoren zu Detektion ionisierender Strahlung und Substanzen stehen den NEST-Teams zur Verfügung und ihr Aufgabenspektrum umfasst insbesondere die Ausbildung und Spezialisierung von Response Teams die mit technischem Know-how die US-Bundesbehörden bei der Lösung von nuklearen oder radiologischen terroristische Vorfälle unterstützt.
Im März 2011 wurden NEST bei den Nuklearunfällen in Japan eingesetzt.